# 关口氏心
关口氏心，日本江户时代柔术家、关口新心流的创始者。通称弥六右卫门，号柔心，因此也被称为关口柔心。

## 生平
氏心是三河国长泽村人。关口氏是今川氏的分家，历代为今川家臣。氏心是德川家康岳父关口氏广的从子。桶狭间合战后关口氏与今川氏真关系恶化，遂改仕德川家。氏心之父氏幸为松平信康的家臣。

## 武藝
氏心从小就擅长武艺和组讨（一种柔术），在得到巡游各国修行的许可后，他向林崎甚助学习了神梦想林崎流拔刀术，向三浦义辰学习了三浦流柔术。开创关口新心流后，他最初侍奉松平飞驒守和本多甲斐守（本多政胜），1639年成为纪州德川赖宣的柔术指南。由此，关口新心流成为了纪州藩的御用流派，也是江户时代流传最广的柔术流派。
其从子关口氏成则是居合家，开创了新心流居合术。